# 曝露
| ウィキペディアには「曝露」という見出しの百科事典記事はありません（タイトルに「曝露」を含むページの一覧/「曝露」で始まるページの一覧）。 代わりにウィクショナリーのページ「曝露」が役に立つかもしれません。 |